# Agalinis ramulifera
Agalinis ramulifera är en snyltrotsväxtart som beskrevs av K. Barringer. Agalinis ramulifera ingår i släktet Agalinis och familjen snyltrotsväxter. Inga underarter finns listade i Catalogue of Life.